# La Désirade
Île La Désirade är en ö bland de södra Små Antillerna i Karibiska havet i Västindien. Ön tillhör det franska utomeuropeiska departementet Guadeloupe.

## Geografi
Île La Désirade ligger cirka 10 km nordöst om Île de Grande-Terre och cirka 15 km norr om ögruppen Îles de la Petite-Terre. Ön har en areal om cirka 20,6 km² med en längd om cirka 11 km och cirka 2 km bred.
Öns högsta punkt är La Grande Montagne på cirka 275 m ö.h.
Huvudort är Beauséjour (även Grande Anse) med cirka 1 000 invånare på öns södra del. Övriga orter är Baie-Mahault, Le Galets och Le Souffleur.
Befolkningen uppgår till cirka 1 500 invånare. Förvaltningsmässigt utgör ön en egen kommun i arrondissement (krets) Pointe-à-Pitre. Öns flygplats heter La Désirade Airport (flygplatskod "DSD") och har kapacitet för lokalt flyg: den ligger cirka 1 km sydväst om Grande Anse på öns södra del.
Utanför Île La Désirades norra kust ligger några småöar Ilet à Kahouanne i norr, Ilet Pigeon.

## Historia
År 1493 upptäckte Christopher Columbus som förste europé Île La Désirade och döpte den då till Isla de la Desiderada då det var den första ön Columbus stötte på efter Atlantfärden.
År 1635 hamnade området sedan under franskt styre förutom korta perioder under 1700-talet och 1800-talet då området ockuperades av Storbritannien. Åren 1813 till 1814 tillhörde området formellt Sverige. Efter Freden i Paris år 1815 återfick Frankrike kontrollen över Guadeloupe.
År 1728 beslutades att inrätta en koloni för spetälskasmittade på ön; denna koloni stängdes först 1954. Åren mellan 1763 och 1767 användes ön även som straffkoloni.